# Дмитриевка (Дмитриевский сельсовет)
Дми́триевка (баш. Дмитриевка) — деревня в Чишминском районе Башкортостана. Административный центр Дмитриевского сельсовета.

## Географическое положение
Расстояние до:
- районного центра (Чишмы): 25 км,
- ближайшей ж/д станции (Чишмы): 25 км.

## Население
| 2002 | 2009 | 2010 |
| ---- | ---- | ---- |
| 252  | ↗289 | ↘277 |